# Superstarrheitssatz
In der Mathematik beschreibt der Superstarrheitssatz von Margulis (engl.: Margulis superrigidity theorem) die Darstellungen von Gittern in Lie-Gruppen von höherem Rang. Eine Folgerung aus dem Superstarrheitssatz ist die Arithmetizität dieser Gitter.

## Motivation
Darstellungen von Gruppen sind in Mathematik und Physik von großer Bedeutung. Deshalb würde man gerne zu gegebenen Gruppen ihre Darstellungen, etwa nach {\displaystyle GL(n,\mathbb {C} ),GL(n,\mathbb {R} )} oder auch in andere Lie-Gruppen klassifizieren.
Der Margulissche Superstarrheitssatz versucht dies für Gruppen, die bereits ein Gitter {\displaystyle \Gamma } in einer Lie-Gruppe {\displaystyle G} (vom {\displaystyle \mathbb {R} }-Rang {\displaystyle \geq 2}) sind, zum Beispiel {\displaystyle SL(n,\mathbb {Z} )} als Gitter in {\displaystyle SL(n,\mathbb {R} )}. (Damit die Bedingung {\displaystyle \mathbb {R} -rk(G)\geq 2} erfüllt ist, muss in diesem Beispiel {\displaystyle n\geq 3} sein.) Für solche Gitter gibt die Inklusion {\displaystyle \Gamma \subset G} eine offensichtliche Darstellung in die Lie-Gruppe {\displaystyle G} und darüber hinaus liefert jede Darstellung der Lie-Gruppe {\displaystyle G} in eine andere Lie-Gruppe {\displaystyle H} auch eine Darstellung von {\displaystyle \Gamma } in {\displaystyle H}. Da sich die endlich-dimensionalen Darstellungen von Lie-Gruppen vollständig klassifizieren lassen, bleibt dann noch die Frage, ob das Gitter darüber hinaus weitere Darstellungen besitzt.
Gitter in Lie-Gruppen haben in der Regel zahlreiche Homomorphismen auf endliche Gruppen. Zum Beispiel hat {\displaystyle SL(n,\mathbb {Z} )} surjektive Homomorphismen nach {\displaystyle SL(n,\mathbb {Z} /N\mathbb {Z} )} für jede natürliche Zahl {\displaystyle N}. Falls eine solche endliche Gruppe in einer Lie-Gruppe {\displaystyle H} als Untergruppe vorkommt, dann liefert der Homomorphismus eine Darstellung von {\displaystyle \Gamma } in die Lie-Gruppe {\displaystyle H}.
Der Superstarrheitssatz besagt, dass dies die beiden einzigen Möglichkeiten für  Darstellungen von {\displaystyle \Gamma } in {\displaystyle H} sind.
Der Superstarrheitssatz gilt nicht für Gitter in {\displaystyle SO(n,1)} und {\displaystyle SU(n,1)}. Beispielsweise sind Flächengruppen Gitter in {\displaystyle PSL(2,\mathbb {R} )=SO(2,1)}, für ihre Darstellungen nach {\displaystyle SO(2,1)} gilt aber nicht der Mostowsche Starrheitssatz, und weiterhin haben sie auch
zahlreiche treue Darstellungen in {\displaystyle PSL(2,\mathbb {C} )=SO(3,1)_{0}}, die nicht Einschränkungen von Darstellungen {\displaystyle PSL(2,\mathbb {R} )\to PSL(2,\mathbb {C} )} sind, siehe Quasifuchssche Gruppe und Cannon-Thurston-Abbildungen. Ähnlich gilt zwar für {\displaystyle n>2} für Gitter in {\displaystyle SO(n,1)} der Mostowsche Starrheitssatz, jedoch lassen sich manche Gitter {\displaystyle \Gamma \subset SO(n,1)} in {\displaystyle SO(n+1,1)} deformieren, ohne dass diese Deformationen sich zu Darstellungen {\displaystyle SO(n,1)\to SO(n+1,1)} fortsetzen ließen.

## Aussage des Superstarrheitssatzes
Sei {\displaystyle G} eine nicht-kompakte einfache Lie-Gruppe, die nicht lokal isomorph zu {\displaystyle O(n,1)=Isom(H^{n})} oder {\displaystyle U(n,1)=Isom(H_{\mathbb {C} }^{n})} ist, und sei {\displaystyle \Gamma } ein Gitter in {\displaystyle G}.
Dann ist jede Darstellung {\displaystyle \rho \colon \Gamma \to GL(n,\mathbb {C} )} mit Zariski-dichtem Bild
- entweder die Einschränkung eines stetigen Homomorphismus {\displaystyle h\colon G\to GL(n,\mathbb {C} )}
- oder sie hat präkompaktes Bild.

## Verallgemeinerungen
Die obige Formulierung ist nicht die allgemeinstmögliche. Zum Beispiel gilt die Aussage auch dann noch, wenn das Bild der Darstellung statt {\displaystyle GL(n,\mathbb {C} )} eine einfache Lie-Gruppe {\displaystyle H} mit trivialem Zentrum oder wenn {\displaystyle G} nur eine halbeinfache Lie-Gruppe, dann aber {\displaystyle \Gamma \subset G} ein irreduzibles Gitter und das Bild {\displaystyle \rho (\Gamma )} Zariski-dicht in {\displaystyle H} ist.
Eine noch allgemeinere Formulierung im Kontext algebraischer Gruppen ist die folgende.
Sei
- {\displaystyle G} eine zusammenhängende, halbeinfache, reelle algebraische Gruppe ohne kompakten Faktor und sei {\displaystyle \mathbb {R} -rk(G)\geq 2}.
- {\displaystyle \Gamma } ein irreduzibles Gitter in {\displaystyle G(\mathbb {R} )}.
- {\displaystyle k} ein lokaler Körper der Charakteristik 0, d. h. {\displaystyle k=\mathbb {R} ,\mathbb {C} } oder eine endliche Erweiterung von {\displaystyle \mathbb {Q} _{p}}

und sei {\displaystyle H} eine einfache, zusammenhängende, algebraische {\displaystyle k}-Gruppe.
Sei {\displaystyle \pi \colon \Gamma \to H(k)} ein Homomorphismus mit Zariski-dichtem Bild.
Dann gilt:
1. Wenn {\displaystyle k=\mathbb {R} } und {\displaystyle H(\mathbb {R} )} nicht kompakt ist, dann kann {\displaystyle \pi } zu einem rationalen Homomorphismus {\displaystyle G\to H}, definiert über {\displaystyle \mathbb {R} } (also einen Homomorphismus {\displaystyle G(\mathbb {R} )\to H(\mathbb {R} )} induzierend) fortgesetzt werden.
2. Wenn {\displaystyle k=\mathbb {C} } ist, dann ist entweder {\displaystyle \pi (\Gamma )} kompakt, or {\displaystyle \pi } kann zu einem rationalen Homomorphismus {\displaystyle G\to H} fortgesetzt werden.
3. Wenn {\displaystyle k} total unzusammenhängend ist, dann ist {\displaystyle \pi (\Gamma )} kompakt.